# Конажево-Славкі
Конажево-Славкі (пол. Konarzewo-Sławki) — село в Польщі, у гміні Ґолимін-Осьродек Цехановського повіту Мазовецького воєводства.
Населення — 98 осіб (2011).
У 1975-1998 роках село належало до Цехановського воєводства.

## Демографія
Демографічна структура станом на 31 березня 2011 року:
|          | Загалом | Допрацездатний вік | Працездатний вік | Постпрацездатний вік |
| -------- | ------- | ------------------ | ---------------- | -------------------- |
| Чоловіки | 53      | 16                 | 34               | 3                    |
| Жінки    | 45      | 11                 | 28               | 6                    |
| Разом    | 98      | 27                 | 62               | 9                    |